# Alison Piepmeier
Alison Piepmeier (Cookeville (Tennessee), 11 de dezembro de 1972) é uma estudiosa e feminista americana, conhecido por seu livro Girl Zines: Making Media, Doing Feminism. Ela tem servido como diretora da Mulher e Estudos de Gênero e professora de inglês na Universidade de Charleston. além de sua escrita acadêmica, Alison contribui com uma coluna no Jornal da Cidade Charleston e tem escrita editoriais do blog de Motherlode de The New York Times.